# Бряза (Муреш)
Бряза (рум. Breaza) — село у повіті Муреш в Румунії. Адміністративний центр комуни Бряза.
Село розташоване на відстані 282 км на північний захід від Бухареста, 24 км на північ від Тиргу-Муреша, 79 км на схід від Клуж-Напоки, 144 км на північний захід від Брашова.

## Населення
За даними перепису населення 2002 року у селі проживали 1207 осіб.
Національний склад населення села:
| Національність | Кількість осіб | Відсоток |
| -------------- | -------------- | -------- |
| угорці         | 661            | 54,8%    |
| румуни         | 487            | 40,3%    |
| цигани         | 55             | 4,6%     |

Рідною мовою назвали:
| Мова      | Кількість осіб | Відсоток |
| --------- | -------------- | -------- |
| угорська  | 677            | 56,1%    |
| румунська | 506            | 41,9%    |
| циганська | 21             | 1,7%     |